# Brunflo hembygdsförening
Brunflo hembygdsförening i Brunflo i Östersunds kommun, Jämtland bildades 1947. Brunflo hembygdsförening är en del av hembygdsrörelsen och ingår i det jämtska förbundet Heimbygda.
Brunflo hembygdsförening äger mer än tio gamla kulturhus och driver tre lokala museer, Hembygds-, Sten- och Lantbruksmuseet.
Hembygdsgården Lill Grytan, där bland annat hembygds- och lantbruksmuseet finns ordnas nationaldags- och midsommarfirande.  På hösten anordnas höstmarknad och arbetsåret avslutas med julmarknad.
Brunflo Hembygdsförening utger tillsammans med Marieby hembygdsförening och församlingarna årsskriften Brunflobygden.
Föreningen har också en skriftserie i vilken det dokumenterats skilda ämnen såsom bygdens fäbodar, dagboksanteckningar, byarnas historia, kommunikations-, skol- och militärhistoria, bygdens industri- och agrarhistoria.
Föreningen förvaltar ett fotoarkiv med en unik bildskatt bestående av mer än tusentals gamla fotografier och glasplåtar. Föreningen har också spelat in flera filmer och upprättat en databank, Brunflominnet, som innehåller avskrifter av bygdens gamla handlingar, protokoll med mera. De flesta glasplåtarna finns på Länsmuseet, bland annat Åhrbergs donation till föreningen, men de ägs av Brunflo hembygdsförening.
En kulturstig som berättar bygdens historia är under restaurering. Föreningen bedriver brunkullavård på flera platser, bland annat i Bodal och på Södergård.
En uppgift för föreningen är att bevaka att förändringar av hembygden sker med sans och måtta och att kulturmiljöer inte i onödan förstörs samt att medverka i kommunens utvecklingsplanering såsom remissinstans. Föreningen har varit remissinstans för bygdens ortnamn.